# Niedźwiedzie Skałki
Niedźwiedzie Skałki – grupa niewielkich skałek znajdujących się na grzbiecie i na wschód od szczytu Niedźwiedzich Skałek (657 m n.p.m.), który znajduje się w środkowej części Grzbietu Wschodniego Gór Kaczawskich. Są one ukryte w lesie świerkowym.
Niedźwiedzie Skałki zbudowane są ze permskich skał wulkanicznych - porfirów (ryolitów), które przecinają w formie żyły staropaleozoiczne skały metamorficzne pochodzenia wulkanicznego - zieleńce i łupki zieleńcowe tworzące masyw.